# أوتش بلاغ (غرمي)
أوتش بلاغ (بالإنجليزية: Owch Bolagh, Germi)‏ هي منطقة سكنية تقع في مقاطعة غرمي في إيران. يقدر عدد سكانها بـ 84 نسمة .